# EyeQ
Le EyeQ sono state un girl group danese attivo dal 2001 al 2003 e composto da Trine Jepsen, Louise Lolle, Sofie Hviid e Julie Næslund.

## Carriera
Le EyeQ si sono formate in occasione della prima edizione del talent show danese Popstars, trasmesso su TV 2 nel 2001, di cui sono risultate vincitrici.
Il loro singolo di debutto, I Want What She's Got, ha debuttato al primo posto in classifica in Danimarca, rimanendo in vetta per nove settimane consecutive. Anche il loro album Let It Spin è entrato in classifica alla prima posizione, ed è stato certificato triplo disco di platino per le 150 000 copie vendute a livello nazionale. Un secondo singolo estratto dall'album, The World Outside My Door, ha conquistato il quinto posto in classifica.
Be Okay, il secondo album, è uscito alla fine del 2002 e ha raggiunto il diciassettesimo posto in classifica. È stato pubblicizzato dai singoli Be Okay ed Ejected. Nel 2003 Sofie Hviid ha lasciato il gruppo; poco dopo le tre componenti rimanenti hanno deciso di scioglierlo indefinitamente.

## Discografia

### Album in studio
- 2001 – Let It Spin
- 2002 – Be Okay

### Singoli
- 2001 – I Want What She's Got
- 2001 – The World Outside My Door
- 2002 – Be Okay
- 2003 – Ejected